# Gorla
Gorla is een metrostation in de Italiaanse stad Milaan dat werd geopend op 1 november 1964 en wordt bediend door lijn 1 van de metro van Milaan.

## Ligging en inrichting
Het station ligt in de gelijknamige wijk onder de Viale Monza ter hoogte van de Via Giulio Bechi. Het is een van de initiële stations van de Milanese metro en is dan ook gebouwd naar het standaardontwerp voor de “gemeentelijke” (lijn 1 & 2) metrostations. Het ligt op 648 meter van Turro en 664 meter van Precotto. Vlak ten zuiden van de perrons liggen overloopwissels waardoor metro's uit het zuiden in Gorla kunnen keren en via die wissels weer rechtsrijdend naar het zuiden terug kunnen.